# Orde van organisatiekundigen en -adviseurs
De Orde van organisatiekundigen en -adviseurs (Ooa) is een Nederlandse beroepsorganisatie voor organisatieadviseurs opgericht in 1940

## Historie

### Centraal Bureau voor Organisatie en Efficiency
De Ooa werd in 1940 in Amsterdam opgericht als het Centraal Bureau voor Organisatie en Efficiency. Zij presenteerde zich in die tijd als "een groep zelfstandige organisatiebureaus op het gebied van fabrieksorganisatie, organisatie van het vervoer, verkooporganisatie, administratieve organisatie, algemeen bestuur, psychodiagnostiek, enz." Omtrent de oorsprong en oprichting vatte Jan Edelman Bos in 2015 samen:
"In de Orde staat van oudsher het adviesvak centraal, niet de adviesbureaus. Toch is oprichting van de Ooa mede te danken aan het feit dat er in de aanloop naar WO II al adviesbureaus bestonden. Om aan de wortels van de Ooa te raken, moeten we zelfs nog verder terug, naar 1920, toen onze voorgangers Ernst Hijmans en Van Gogh het eerste Nederlandse organisatieadviesbureau oprichtten. Kortom, toen de Orde in 1940 werd opgericht, was het organisatieadviesvak al twintig jaar in ontwikkeling ... De beroepsgroep bestond vooral uit ervaringsdeskundigen, zoals ingenieurs, economen en accountants; uit beroepsprofessionals die met hun ruime ervaring (ook steeds vaker) gingen adviseren. Daarom heette de beroepsvereniging tot 1973 de Orde van Organisatie-Adviseurs. De vereniging bestond vooral uit adviseurs met praktijkervaring; een formele academische opleiding in organisatieadvisering bestond voor 1973 nog niet."
In eerste instantie was het Centraal Bureau voor Organisatie en Efficiency een samenwerking van negen organisatieadviesbureaus. Die waren de bureaus van Berend Willem Berenschot, Vincent Willem van Gogh, Ernst Hijmans, Jacob van Lennep met T. Kuiper & H. van der Vlist, Johan Marie Louwerse, J. Rentenaar, Remmer Willem Starreveld met H. van de Bunt, L.C. Vervooren, en Jan Waterink.

### Orde van Organisatie en Efficiency Adviseurs
In 1941 werd de vereniging hernoemd tot Orde van Organisatie en Efficiency Adviseurs. Na de oorlog stond het lidmaatschap open voor bureauhoofden, medewerkers van organisatieadviesbureaus en mensen uit het bedrijfsleven, die management of staffuncties verrichtten. Na oprichting van het Sioo in 1958 werd een Sioo-diploma bij intrede vereist. In 1961 waren 125 man en 34 bureaus lid van de Ooa. In 1979 waren er 525 gewone leden en 140 kandidaat-leden, terwijl het aantal organisatieadviseurs in Nederland geschat werd op 1400.
Van af de oprichting heeft de Ooa zowel de adviseurs als de bureaus vertegenwoordigd. Voor deze laatste had de Ooa begin jaren vijftig een sectie voor bureauhoofden opgezet. In 1973 is deze sectie afgesplitst en heeft deze zich als Raad van Organisatie-Adviesbureaus gevestigd.

### Orde van organisatiekundigen en -adviseurs
In 1973 vond er een fusie plaats met het Genootschap van Organisatiekundigen, en werd de beroepsorganisatie hernoemd tot Orde van organisatiekundigen en -adviseurs.
In deze tijd werkte de Ooa nauw samen met het Sioo en werden er gezamenlijk spraakmakende congressen georganiseerd. Zo meldde het M&O magazine over een congres in 1980:
"Speeches van prof. ir K. T. A. Halbertsma (rector SIOO) en A. M. van Haastrecht (bestuurslid OOA) lieten de ruim 100 nog aanwezigen in vrede uiteengaan. Halbertsma signaleerde onder andere dat op een congres 'zonder kanonnen' vanzelf nieuwe kanonnen gaan vuren. Van Haastrecht constateerde dat 'vreemde vogels' de volière van organisatie-adviseurs waarin toch al zo divers pluimage voorkwam, extra kleur gaven..."
Later in de jaren tachtig werden de deuren opengezet voor zelfstandige adviseurs, zoals de Willem Vrakking in 2015 heeft samengevat:
"... Tijdens mijn voorzitterschap [van 1983 tot 1986] is er een aantal verhitte discussies gevoerd binnen de Ooa, omdat er destijds steeds meer zelfstandige adviseurs (nu zzp’ers genoemd) lid wilden worden. Welke criteria stelden we daaraan? Maar er speelden ook kwesties als: mocht een afdelingsmanager P+O Ooa-lid worden? Of een interne adviseur? Waren die wel onafhankelijk genoeg om zich aan onze gedragscodes te kunnen conformeren? ... Wij faciliteerden de professionalisering van ons groeiend aantal leden, maar de zelfstandig gevestigden onder hen visten natuurlijk ook in de vijver van de ROA. De adviesbureaus vreesden dat hun marktaandeel zou slinken."
Met de jaren zijn de banden met de Raad van Organisatie-Adviesbureaus weer aangehaald, en zijn er gemeenschappelijke activiteiten ontplooid zoals de jaarlijkse Hijmanslezing.
De huidige voorzitter van het Ooa is Jan Willem Kradolfer.

### Voormalig voorzitters
- 1940-1947. Remmer Willem Starreveld[9]
- 1947-1951. Piet Bosboom[9]
- 1951-1952. Vincent Willem van Gogh[9]
- 1952-1956. L.L.G.D. Meertens[9]
- 1956-1959. D.A.C. Zoethout[9]
- 1961-1964. Carel de Beer[9]
- 1964-1969. D.J. da Silva
- 1969-1973. F.G. Willemze
- 1973-1976. Jan Edelman Bos
- 1976-1978. J.J.J. van Dijck

- 1978-1979. A.M. van Haastrecht[10]
- 1979-1982. Jan Verschoor[11]
- 1982-1983. B.H.V.A. Franke
- 1983-1986. Willem Vrakking
- 1986-1987. J.A. van Hamel
- 1987-1989. Frans Verhaaren
- 1989-1994. C.J.A.J.M. van Gestel[12]
- 1994-1996. N.M.H. van Dijk
- 1996-1997. Pauline Meurs
- 1997-1998. P.J. van der Vange

- 1998-2002. Rob Florijn[13]
- 2002-2007. Rob Wagenaar[13]
- 2007-2011. Miel Otto[13]
- 2011-2011. Wim Visser (interim)
- 2011-2019. Jan Willem Kradolfer
- Vanaf 2019. Mark van Twist

## Activiteiten
Naast de belangenbehartiging houdt de Ooa zich onder andere bezig met het faciliteren van de beroepspraktijk, met kwaliteitsborging, het opstellen van gedragscodes, de organisatie van evenementen en de uitgave van publicaties. Sinds 2010 bieden ze online "De canon van het adviesvak", waarin een overzicht wordt gegeven van de historische ontwikkeling van het organisatieadviesvakgebied.